# ノキアアリーナ
タンペレ・デック・アリーナは、フィンランド・タンペレにある同国最大の屋内競技場。
2022年のアイスホッケー世界選手権開催のために建設。ダニエル・リベスキンドによって設計された。2021年11月19日にノキア社が命名権取得したためノキアアリーナとも。
ラップランドホテルズは、2021年12月12日にアリーナの隣にラップランドホテルズアリーナと呼ばれる高級ホテルをオープンした。